# Дорфман, Роберт
Роберт Дорфман (англ. Robert Dorfman; 27 октября 1916, Нью-Йорк — 24 июня 2002, Белмонт, шт. Массачусетс) — американский экономист.

## Биография
Бакалавр (1936) Колумбийского колледжа (Нью-Йорк); доктор философии (1950) Калифорнийского университета (Беркли). Вовремя Второй мировой войны служил в Военно-воздушных силах США. Преподавал в Гарварде (1955—1987). Входит в список «ста великих экономистов после Кейнса» по версии Марка Блауга.

## Сочинения
- Математическое, или «линейное», программирование: нематематическое представление // Вехи экономической мысли. Т. 2. Теория фирмы / Под ред. В. М. Гальперина — СПб.:Экономическая школа, 2000. — с.205—242 — 534 с.— ISBN 5-900428-49-4 (англ. Mathematical or «Linear» Programming: a non-mathematical exposition, 1953).
- Linear Programming and Economic Analysis, with P. A. Samuelson and R. M. Solow.
- A Graphical Exposition of Böhm-Bawerk’s Interest Theory, 1959, RES.
- Waiting and the Period of Production, 1959, QJE.
- Prices and Markets, 1967.
- General Equilibrium with Public Goods, 1969, in Margolis and Guiton, editors, Public Economics.
- An Economic Interpretation of Optimal Control Theory, 1969, AER.
- A Formula for the Gini Coefficient, 1979, REStat.